# SA80
SA80(Small Arms for 1980s)는 영국군의 주력 돌격소총(L85)을 포함하는 화기 시스템이다. 불펍 방식을 사용한다. SA80 소총은 5.56×45mm 나토탄을 사용하는 총기 중 영국 계열의 소총이다. 이 총기들은 모두가 사격 조정간, 가스 압력식의 돌격 소총이다. SA80 계열의 파생형인 L85 소총은 1987년 이후로 영국군의 표준 제식 소총으로 자리잡아 왔으며, 이전에 쓰던 FN FAL의 파생형인 L1A1을 교체한다. 1976년에 프로토타입이 만들어졌으며 1994년에 생산을 종료하였다. A1 변종은 2000년대 초기에 Heckler & Koch사(社)에서 SA80A2로 업그레이드가 되었으며 현역 일선에서 사용된다. 2016년 중반에 A3 프로토타입 변종이 모습을 드러내었으며 이후 더 개발되었는데, 보고된 방에 의하면, 2025년 이후로까지 제식 소총으로서 사용되는 시한이 연장되었다고 한다. SA80 계열로 남아있는 소총은 L86 경량화 지원 화기, 배럴 길이가 짧은 L22 카빈, L98 사관생도용 소총으로 구성되어 있다. SA80은 영국 무기의 사용 역사 상 가장 긴 역사를 가지고 있는 마지막 총기(Lee-Enfield 계열을 포함해서)이며, 이는 왕립 소화기 제조창, 즉 Enfield Lock소재의 국립 무기 개발 및 생산 시설에서 제조한 무기이다.

## 역사
SA80은 EM2탄과 함께 개발될 예정이였다.
하지만 EM2탄은 나토가 받아들이지 않아 EM2탄을 사용하는 그 총은 역사속으로 사라지지만, 그 후 영국이 소구경 불펍소총을 개발시작과동시에 SA80이라는 총이 탄생하게 된다.
그 총이 바로 우리가 흔히알고있는 L85A1이
SA80이다

## 종류
L85A1/A2/A3 IW(Individual Weapon 혹은 "Rifle") 돌격소총은 영국군의 주력 돌격소총이다.
L86A1/A2 LSW(Light Support Weapon)은 SA80의 분대지원화기 버전이다. 양각대와 중총신, 다연발탄창을 단 것으로 소총 기반 분대지원화기의 일종이다.
L22 AFW는 전차병같은 긴 총을 휴대하기 힘든 군종에 보급하기 위한 단축형이다.
이 총은 소총 기반 분대지원화기가 갖는 단점 외에도 기본이 된 L85A1의 신뢰성이 워낙 좋지 않아 역시 좋은 평가를 받지 못하고 있다. 이 때문에 영국군은 FN 미니미 파라 버전을 "시험용"이란 명목으로 몇 년째 사용하고 있다.
L86 분대지원화기의 제원은 다음과 같다.
- 구경 : 5.56 mm
- 무게 : 6.58 kg (탄창 및 광학 조준경 포함 무게)
- 길이 : 900 mm
- 총열 길이 : 646 mm
- 초구 속도: 970 m/s
- 탄창 : 30발 분리형 박스
- 유효 사거리 : 1,100 m
- 발사속도 : 분당 610발 ~ 775발

## 단점
불펍소총은 특유적 성격에 따라서, 기본적인 총의 균형과는 맞지 않게 탄창이 뒤로 가있어서 뒤로 무게가 쏠리기 마련이다. 그래서 다수의 불펍소총들은 앞에 여러 부품들을 달지만, 이 소총은 앞에 무게추를 집어넣었다. 한마디로 품질에 비해서 무게가 매우 많이 나가는 편이다. 그래서 안 그래도 무게가 무거운데 800g이 넘는 SUSAT scope를 고정식 스코프로 채용하여 정말 무거워졌다. 또한 탄창멈치를 편하게 하려던 계획은 결국 탄창을 빠지게 하는 결과를 불러일으켰다. 병사들이 전장에 나가서 뛰기만 하더라도 탄창이 빠져서 실제 전투시에 많은 곤혹을 겪기도 하였고, 여기에 더해 최악의 신뢰성마저 수반하기에 이르렀다. 영국군은 당시 걸프전 등 사막에서 전투를 치렀는데, 소총에 모래가 들어가서 발사가 되지 않는 작동불량이 쉽게 일어났다. 평균 75발당 1발로 작동불량이 발생해(30발당 1발이라 하는 경우도 있다.) 큰 문제가 되기도 하였다. 이것은 한 탄창 격발을 무사히 끝마칠 확률이 약 70%밖에 되지 않는다는 것이다. 이러한 점을 보완하기 위해서 영국측에서 H&K에게 수정을 의뢰했더니, '전체를 고쳐야 할만큼 문제적'이라는 발언을 듣기도 했다. 그리하여 약 110곳을 고쳐 L85A2를 만들었다. 후일 신뢰성을 매우 많이 높인 L85A2가 나오기 전까지는 영국 병사들은 큰 곤혹을 치루어야만 했던 것이다.

## 사용 국가

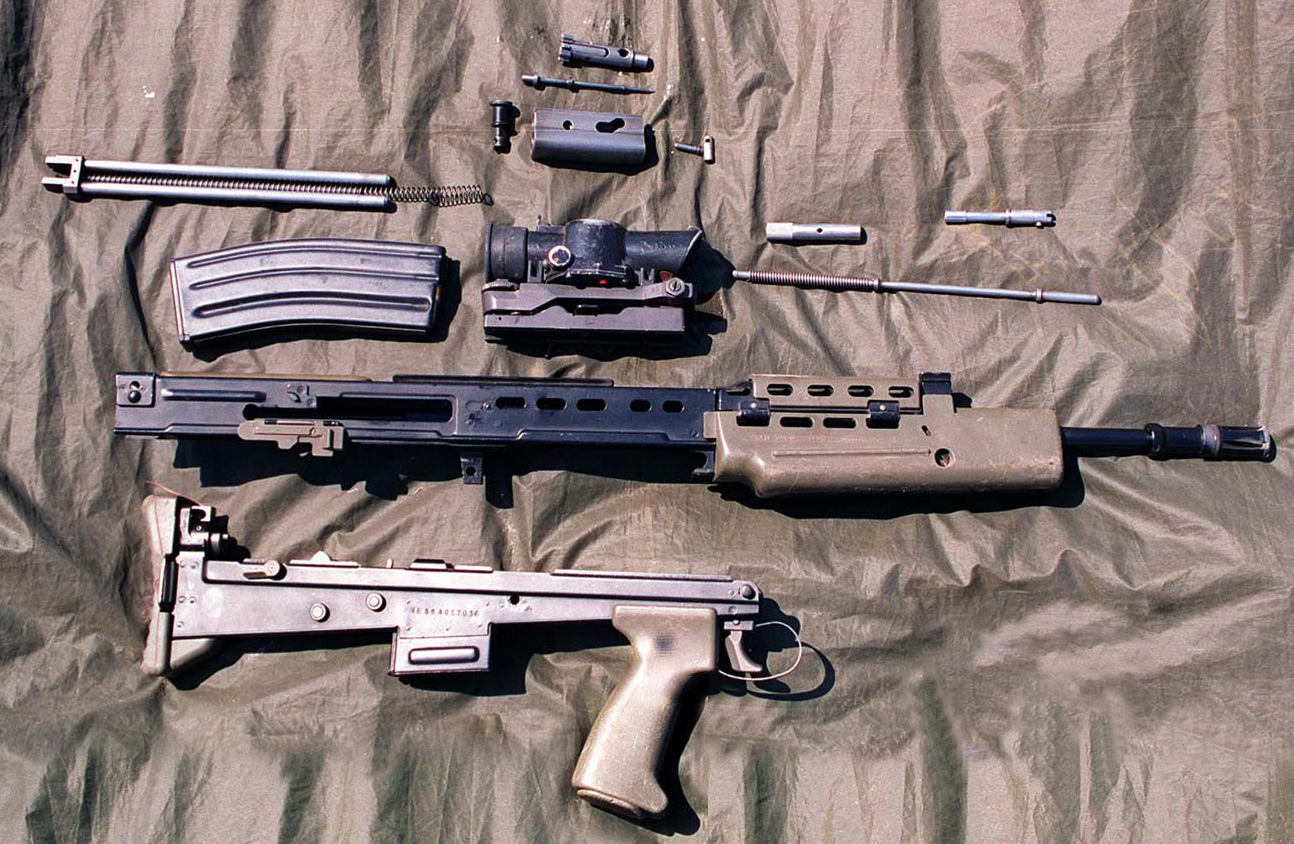
L85A1를 분해한 상태

- 파푸아뉴기니: 방위군에서 사용 중이다
- 유고슬라비아:경찰 특공대가 사용 중이다.
- 보스니아 헤르체고비나:군에서 일부 사용 중이다.
- 자메이카: 방위군에서 일부가 사용 중이다.
- 볼리비아:경찰 특공대 UATAC가 사용중이다.
- 영국:영국육군이 사용중이다.

## 대중문화
- 영화 레지던트 이블3 인류의 멸망에서 중간에 저격수가 SA80을 들고 나온다. 또한 28일후에서도 영국군이 들고 나온다.
- 게임 S.T.A.L.K.E.R. 시리즈에서 일반적인 스토커들이 사용하는 경우는 드물지만 대부분의 밴디트 리더들이 사용하며 소음기를 장착한 타입과 반동을 낮춘 안정형의 SA80도 등장한다.
- 게임 배틀필드2,3,4에서 언락무기로 나온다.
- 게임 '콜 오브 듀티 : 모던워페어 2'에서 기본 경기관총으로 등장한다.
- 게임 '콜 오브 듀티 : 모던워페어 3'에서 4레벨에 언락되는 화기로 등장한다.
- 로블록스의 팬텀포스라는 슈팅게임에서 LSW종류로 나온다. 낮은 연사력이지만 높은 데미지를 가지고 있다.

## 같이 보기
- FAMAS
- K3 경기관총
- TAR-21